# Публичная библиотека штата Санта-Катарина
Публичная библиотека штата Санта-Катарина (порт. Biblioteca Pública do Estado de Santa Catarina, аббревиатура BPSC) — публичная библиотека в Бразилии, расположенная в городе Флорианополис.

## История
Публичная библиотека штата Санта-Катарина была основана 31 мая 1854 года Жуаном Жозе Коутинью. Её открытие состоялось 9 января 1855 года. Первоначально фонд библиотеки состоял из 474 книг, собранных за счёт пожертвований. Первым директором библиотеки был поэт Франсиску ди Паулисейя Маркис де Карвалью.
За свою историю библиотека сменила несколько помещаний. В 1857 году она была размещена в помещении лицея. Девять лет спустя она переехала в штаб-квартиру провинциального казначейства. Впоследствии библиотека заняла здание на улице Ливраменту (современное название — Тражану).
В 1979 году библиотека была размещена на улице Тененте Силвейра. В 1999—2003 годах здание подверглось реконструкции. В 1999 году в библиотеку начали поступать обязательные экземпляры всех публикаций, изданных в штате Санта-Катарина.
В 2010 году был объявлен архитектурный конкурс, чтобы приспособить пространство библиотеки к новым требованиям.

## Современное состояние
Объём фонда библиотеки составляет 125 тысяч томов, не считая периодических изданий, аудиовизуальных записей, микрофильмов и информационных материалов, в частности. В библиотеке есть отделы брайлевских книг и детской литературы, а также отдел редких книг XVII, XVIII , XIX и XX веков, доступ к которому ограничен. Также в библиотеке проводятся выставки, курсы, семинары, дебаты и музыкальные мероприятия.
В месяц библиотека обслуживает 20 тысяч читателей.